# Uganda na Letnich Igrzyskach Olimpijskich 1996
Uganda na Letnich Igrzyskach Olimpijskich 1996 – występ kadry sportowców reprezentujących Ugandę na igrzyskach olimpijskich w Atlancie. Reprezentacja liczyła 10 zawodników – 7 mężczyzn i 3 kobiety.
Był to dziesiąty występ reprezentacji Ugandy na letnich igrzyskach olimpijskich.

## Zdobyte medale
| Medal | Zawodnik     | Dyscyplina    | Konkurencja   | Rezultat | Data     |
| ----- | ------------ | ------------- | ------------- | -------- | -------- |
| Brąz  | Davis Kamoga | Lekkoatletyka | bieg na 400 m | 44,53    | 29 lipca |

## Reprezentanci

### Boks
| Zawodnik       | Konkurencja | 1/16             | 1/8              | Ćwierćfinał      | Półfinał         | Finał            | Finał   | Źródło |
| Zawodnik       | Konkurencja | Przeciwnik Wynik | Przeciwnik Wynik | Przeciwnik Wynik | Przeciwnik Wynik | Przeciwnik Wynik | Miejsce | Źródło |
| -------------- | ----------- | ---------------- | ---------------- | ---------------- | ---------------- | ---------------- | ------- | ------ |
| Franco Agentho | waga lekka  | Nieva P 8-12     | NQ               | NQ               | NQ               | NQ               | 17.     | [ 1 ]  |
| Charles Kizza  | waga ciężka | BYE              | Jiang P 7-10     | NQ               | NQ               | NQ               | 9.      | [ 2 ]  |

### Lekkoatletyka
Mężczyźni
| Zawodnik      | Konkurencja    | Eliminacje | Eliminacje | Ćwierćfinał | Ćwierćfinał | Półfinał | Półfinał | Finał | Finał   | Źródło |
| Zawodnik      | Konkurencja    | Wynik      | Miejsce    | Wynik       | Miejsce     | Wynik    | Miejsce  | Wynik | Miejsce | Źródło |
| ------------- | -------------- | ---------- | ---------- | ----------- | ----------- | -------- | -------- | ----- | ------- | ------ |
| Davis Kamoga  | bieg na 400 m  | 45,56      | 11. Q      | 44,82       | 5. Q        | 44,85    | 4. Q     | 44,53 | 3.      | [ 3 ]  |
| Francis Ogola | bieg na 400 m  | DNF        | DNF        | NQ          | NQ          | NQ       | NQ       | NQ    | NQ      | [ 3 ]  |
| Julius Achon  | bieg na 1500 m | 3:43,08    | 38.        | —           | —           | NQ       | NQ       | NQ    | NQ      | [ 4 ]  |

Kobiety
| Zawodniczka   | Konkurencja   | Eliminacje | Eliminacje | Ćwierćfinał | Ćwierćfinał | Półfinał | Półfinał | Finał | Finał   | Źródło |
| Zawodniczka   | Konkurencja   | Wynik      | Miejsce    | Wynik       | Miejsce     | Wynik    | Miejsce  | Wynik | Miejsce | Źródło |
| ------------- | ------------- | ---------- | ---------- | ----------- | ----------- | -------- | -------- | ----- | ------- | ------ |
| Grace Birungi | bieg na 400 m | 53,12      | 36.        | NQ          | NQ          | NQ       | NQ       | NQ    | NQ      | [ 5 ]  |

### Podnoszenie ciężarów
Mężczyźni
| Zawodnik   | Konkurencja    | Rwanie | Rwanie  | Podrzut | Podrzut | Razem  | Pozycja | Źródło |
| Zawodnik   | Konkurencja    | Wynik  | Pozycja | Wynik   | Pozycja | Razem  | Pozycja | Źródło |
| ---------- | -------------- | ------ | ------- | ------- | ------- | ------ | ------- | ------ |
| Ali Kavuma | waga do 108 kg | 110 kg | 21.     | 150 kg  | 19.     | 260 kg | 19.     | [ 6 ]  |

### Tenis stołowy
Mężczyźni
| Zawodnik       | Konkurencja | Faza grupowa     | Faza grupowa     | Faza grupowa     | Faza grupowa | 1/8              | Ćwierćfinał      | Półfinał         | Finał/BM         | Finał/BM | Źródło |
| Zawodnik       | Konkurencja | Przeciwnik Wynik | Przeciwnik Wynik | Przeciwnik Wynik | Miejsce      | Przeciwnik Wynik | Przeciwnik Wynik | Przeciwnik Wynik | Przeciwnik Wynik | Miejsce  | Źródło |
| -------------- | ----------- | ---------------- | ---------------- | ---------------- | ------------ | ---------------- | ---------------- | ---------------- | ---------------- | -------- | ------ |
| Paul Mutambuze | singel      | Wang P 0-2       | Tsiokas P 0-2    | Heister P 0-2    | 4.           | NQ               | NQ               | NQ               | NQ               | NQ       | [ 7 ]  |

Kobiety
| Zawodniczki               | Konkurencja | Faza grupowa          | Faza grupowa        | Faza grupowa         | Faza grupowa | 1/8                 | Ćwierćfinał         | Półfinał            | Finał/BM            | Finał/BM | Źródło |
| Zawodniczki               | Konkurencja | Przeciwniczki Wynik   | Przeciwniczki Wynik | Przeciwniczki Wynik  | Miejsce      | Przeciwniczki Wynik | Przeciwniczki Wynik | Przeciwniczki Wynik | Przeciwniczki Wynik | Miejsce  | Źródło |
| ------------------------- | ----------- | --------------------- | ------------------- | -------------------- | ------------ | ------------------- | ------------------- | ------------------- | ------------------- | -------- | ------ |
| Mary Musoke               | singel      | Qiao P 0-2            | Sato P 0-2          | Wang-Dréchou P 0-2   | 4.           | NQ                  | NQ                  | NQ                  | NQ                  | NQ       | [ 8 ]  |
| June Kyakobye             | singel      | Deng P 0-2            | Svensson P 0-2      | Lomas P 0-2          | 4.           | NQ                  | NQ                  | NQ                  | NQ                  | NQ       | [ 8 ]  |
| Mary Musoke June Kyakobye | debel       | Park H-J Yu J-H P 0-2 | Bai H-Y Xu P 0-2    | Ciosu Cojocaru P 0-2 | 4.           | —                   | NQ                  | NQ                  | NQ                  | NQ       | [ 9 ]  |